# 完全时尚手册
完全时尚手册（英语：Trendy Guide）是凤凰卫视的唯一带状生活资讯节目，主持人为李辉。本节目一周播出五期，每期20分钟，每期呈现同一个主题。

## 歷史
2015年，因《全媒體大開講》啟播，完全时尚手册於中文台的首播时间改為周一至周五23:35-24:00。
2015年12月31日，完全时尚手册播畢最後一期後結束電視廣播，並於微信繼續廣播。

## 冠名
2013年及之前的节目由国酒茅台赞助，自2014年起节目没有任何赞助。

## 播出时间
与其他节目不同，本节目在凤凰卫视中文台、欧洲台、美洲台及澳洲版的播出安排大不相同。

### 中文台
- 首播：香港时间周一至周五18:25-18:45
- 重播：香港时间周二至周六02:15-02:35、14:15-14:35

### 欧洲台、美洲台及澳洲版
本节目在欧洲台、美洲台及澳洲版并非在固定时段播出。

#### 天桥云裳
- 凤凰卫视美洲台：美国西岸时间星期六06:40-07:00、星期日09:40-10:00
- 凤凰卫视欧洲台：伦敦时间星期一20:45-21:05、星期二04:30-04:50
- 凤凰卫视澳洲版：悉尼时间星期二 05:45-06:05、星期二13:30-13:50

#### 食色行野
- 凤凰卫视美洲台：美国西岸时间星期一11:50-12:15、星期一22:00-22:25
- 凤凰卫视欧洲台：伦敦时间星期六15:15-15:35、星期日04:25-04:50、23:35-00:00、星期一05:05-06:00
- 凤凰卫视澳洲版：悉尼时间星期日17:30-17:50、 星期一08:35-09:00、星期一13:00-13:20

#### 相对论
- 凤凰卫视美洲台：美国西岸时间星期日13:30-13:55
- 凤凰卫视欧洲台：伦敦时间星期日22:10-22:35、星期一08:00-08:20
- 凤凰卫视澳洲版：悉尼时间星期日13:25-13:50、星期一07:10-07:35、星期一08:35-09:00、星期一17:00-17:20

私享家、车元素不在欧洲台、美洲台及澳洲版播出。

## 节目内容
本节目共分两节，每期节目内容的第一节随每日不同。

### 第一节
- 天桥云裳：主要介绍最新的潮流走向和最新的彩妆技巧。
- 私享家（原“皇朝家俬我的家”）：主要介绍最新的家居资讯。
- 食色行野：主要介绍最新的美食资讯。
- 相对论（原“数码港”）：主要介绍最新的科技资讯。
- 车元素：主要介绍最新的汽车资讯。

### 第二节
第二节为邀请嘉宾讨论当局的时尚趋势。

## 特别节目
- 2014年1月20日－1月24日播出生肖运程特辑，嘉宾为麦玲玲。
- 2014年1月27日－1月29日及2月6日－2月7日播出春节特辑。